# Кузнечиха (городской округ город Нижний Новгород)
Кузнечи́ха — деревня в составе городского округа г. Нижнего Новгорода. 
Административно относится к Советскому району города Нижнего Новгорода.

## Описание
Деревня Кузнечиха разделена на две части, северную и южную, Кузнечихинским ручьем и пересекающим этот ручей дорожным полотном улицы Ванеева - улицы Академика Сахарова.
Включает в себя шесть улиц: три (Заветная, Ключевая, Старокузнечихинская) в северной части, три (Акварельная, Бархатная, Ромашковая) в южной части. Несмотря на существование улиц, все дома в деревне имеют сплошную нумерацию от 1 до 298 .

## История
Деревня Кузнечиха зафиксирована на «Плане Генерального Межевания Нижегородского уезда», составленном в 1780 году. В то время деревня находилась в южной части современной застройки, занимая центральную часть нынешней улицы Бархатной.
Согласно карте Менде Нижегородской губернии на месте современной деревни Кузнечиха в середине XIX века находилось два населенных пункта: деревня Малая Кузнечиха (в районе перекрестка нынешних улиц Ключевой и Старокузнечихинской) на северном берегу Кузнечихинского ручья и деревня Большая Кузнечиха (в границах современной улицы Бархатной) на южном берегу указанного ручья. В первой числилось 15 дворов, во второй 65. Обе деревни принадлежали одному из представителей рода Шереметевых.
К 1911 году данные деревни слились в один населенный пункт, в котором к тому времени насчитывалось 108 дворов. В это время деревня Кузнечиха относилась к Бешенцевской волости Нижегородского уезда.
В сер. 1920-х годов после укрупнения волостей Кузнечиха вошла в состав Печерской волости (центр — сельцо Анкудиновка) Нижегородского уезда.
В 1929 году вошла в состав Печерского района Нижегородского округа.
25 декабря 1932 году вошла в состав Нижнего Новгорода, став частью Свердловского района.
В конце 1930-х годов была выведена из состава города и вошла в состав Анкудиновского (с 4 июля 1952 года — Утеченского) сельсовета Кстовского района.
18 марта 1961 года, после упразднения Утеченского сельсовета, вошла в состав вновь образованного Афонинского сельсовета.
14 декабря 1970 года вновь включена в состав города Горького, став частью Приокского района.
27 февраля 1980 года передана в Советский район.

## Население
| 2002 | 2010 |
| ---- | ---- |
| 707  | ↗725 |